# آندیرلین
آندیرلین (به ترکی استانبولی: Andırın) شهری است در کشور ترکیه که در استان قهرمان مرعش واقع شده‌است. جمعیت این شهر بر اساس سرشماری سال ۲۰۰۸ میلادی ۷٬۹۷۵ نفر و بر اساس برآوردهای سال ۲۰۰۹ میلادی ۷٬۹۲۴ نفر می‌باشد.